# Tschakå m/1837

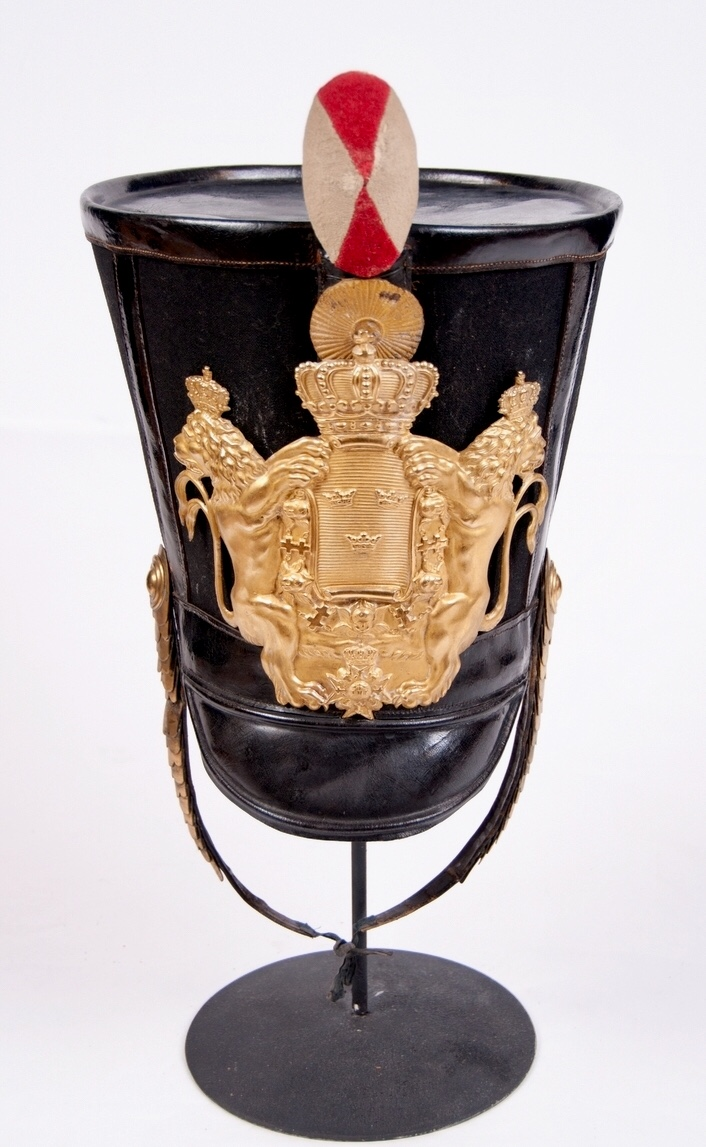
Tschakå m/1837 för användning vid Andra Livgardet.

Tschakå m/1837 är en huvudbonad som har använts inom den svenska krigsmakten (nuvarande försvarsmakten). 

## Utseende
Tschakå m/1837 liknande den tschakåmodell som infördes vid infanteriet 1831 (tschakå m/1831), men var något större till formen. Tschakån var tillverkad i svart filt med kulle skärm gjorda av läder. Hakremmen var av läder och försedd med en metallfjäder som kunde spännas kring hakan på bäraren. Tschakå m/1837 var utsmyckad med en krönt vapenplåt, omgärdad av svärdsordens kedja och två krönta lejon. Vapenplåten på officerarnas tschakåer var blåemaljerad. Till huvudbonaden bars även pompong med den regerande monarkens emblem och en svart ståndare av tagel. 

## Användning
Tschakå m/1837 användes endast vid Svea- och Göta livgarden och bars av såväl officerare som av meniga soldater. Den brukades fram till 1845, då den ersattes av kask m/1845 vid båda gardena.

## Bildgalleri

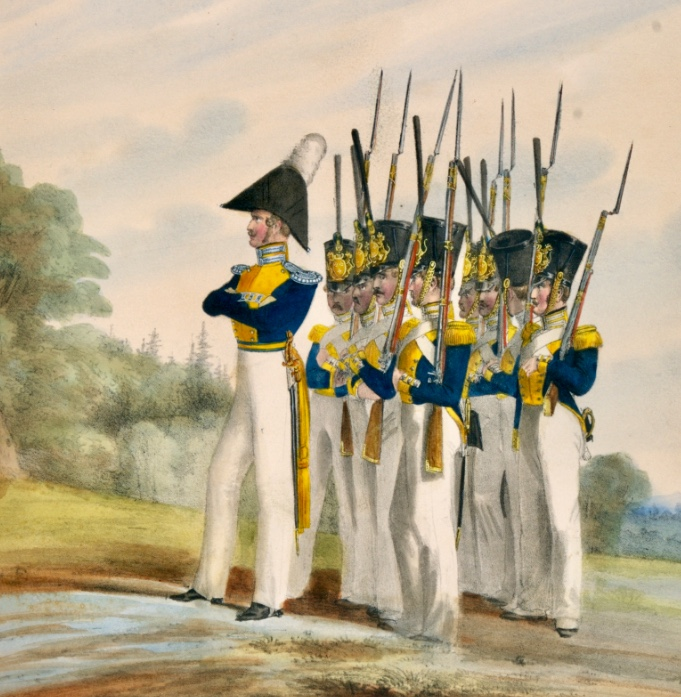
Soldater ur Svea Livgarde iförda tschakå m/1837. Litografi av Eckert und Monten ca 1840.

### Webbkällor
- Uniformer vid den svenska armén - 1800-tal - Infanteriets uniformer, sida 1